# Kleiner Waldsee

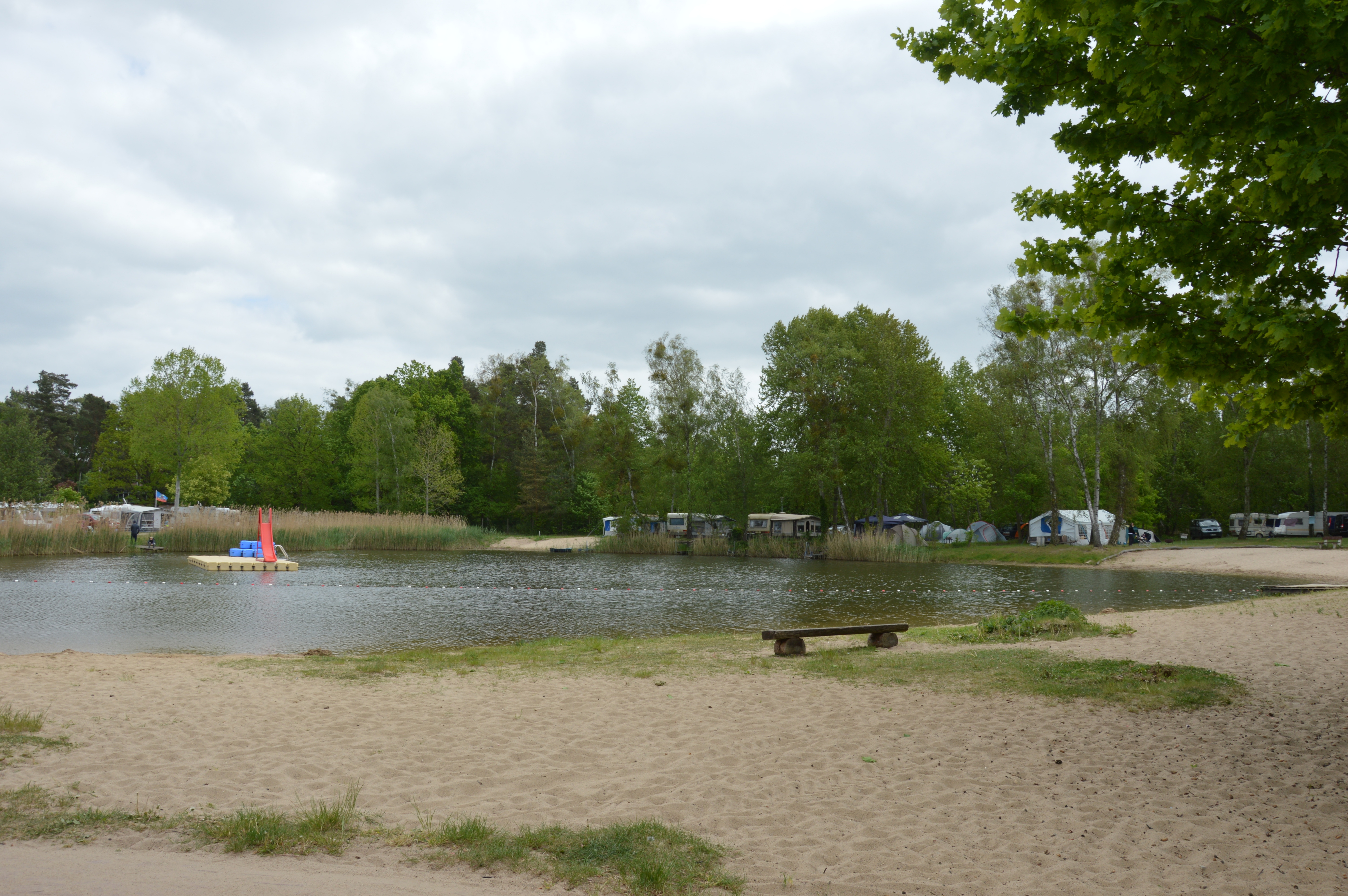
Kleiner Waldsee

Der Kleine Waldsee ist ein See nördlich des zu Schönebeck (Elbe) gehörenden Dorfes Plötzky in Sachsen-Anhalt.
Der See geht aus einem in der Zeit um 1900 betriebenen und später eingestellten Steinbruch hervor. Er ist vollständig von dem Gelände eines Campingplatzes umgeben. Der Kleine Waldsee hat eine Tiefe von bis zu 17 Metern und dient als Badesee und verfügt über einen Sandstrand. Der ovale See ist etwa 70 Meter lang bei einer maximalen Breite von etwa 60 Metern. In der näheren Umgebung befinden sich diverse weitere kleine Seen, so etwas weiter östlich der Große Waldsee und nordöstlich der Grüne Waldsee.